# Аршеневские
Аршеневские (пол. Arszeniewski) — древний дворянский род еврейского происхождения, восходящий к первой половине XVII века и записанный в VI часть родословных книг Смоленской и Черниговской губерний. Род разделился на две ветви.
Указом императора Александра I (от 10 июля 1801), дозволено московскому губернатору Петру Аршеневскому, с согласия его родных братьев Николая и Ильи, передать имя и герб Аршеневских, своему воспитаннику поручику Илье Петровичу Городецкому (г/р 1782).

## История рода
По словам родословной книги, род происходит от выехавшего из великого княжества Литовского шляхтича, майора литовской службы Фёдора Ивановича Аршеневского. Его сын Николай Фёдорович, по занятии Смоленска русскими войсками (1654), принял русское подданство и крестился, после чего вступил в русскую военную службу, подполковник (1673), пожалован вотчинами в Смоленском уезде. Аршеневские возвысились в петровскую эпоху благодаря родственным связям с П. П. Шафировым и братьями Веселовскими (внуки Николая Аршеневского).

## Описание гербов

#### Герб Аршеневских 1785 г.
В Гербовнике Анисима Титовича Князева 1785 года имеется изображение печати с гербом коменданта Новохоперской крепости господина Аршеневского: щит поделён вертикально на две части. В Правой части, в зелёном поле изображен восстающий золотой лев, с мечом в правой лапе. В левой части, в серебряном поле, изображена белая крепость, с красной каменной кладкой. Щит увенчан коронованным дворянским шлемом. Нашлемник: до половины золотой лев с мечом в правой лапе. Цветовая гамма намёта не определена. Вокруг щита фигурная виньетка.

#### Герб. Часть II. № 123.
Щит разделён перпендикулярно на две части. В правой в красном поле изображён золотой Лев, стоящий на задних лапах, имеющий в передней Лапе Шпагу. В левой части в голубом поле серебряная Крепость. Щит увенчан дворянскими шлемом и короной. Нашлемник: до половины Лев, держащий одной Лапой Шпагу. Намёт на щите голубой и красный, подложенный золотом.

## Известные представители
- Аршеневский Исай(я) Захарьевич — в царствование императрицы Елизаветы, смоленский губернатор, в царствование императрицы Екатерины II обвинен в лихоимстве.
- Аршеневский Пётр Исаевич — смоленский губернатор, генерал-поручик († 1803).
- Аршеневский Яков Степанович  († 1771) — обер-кригс-комиссар, генерал-поручик, нижегородский губернатор.
- Аршеневский Николай Яковлевич (1743—1802) — астраханский губернатор.
- Аршеневский Петр Яковлевич (1748—1811) — московский губернатор
  - Указом императора Александра I  (10 июля 1801), дозволено «московскому губернатору, тайному советнику Петру Аршеневскому, с согласия родных братьев его — тайных советников Николая и Ильи, передать имя и герб Аршеневских воспитаннику своему, поручику Илье Городецкому»[4].
- Аршеневский Илья Яковлевич (1755—1820) — председатель мануфактур-коллегии, сенатор и почетный опекун петербургского Воспитательного дома.
- Аршеневский Иона Венедиктович (1727-1779) — родоначальник 2-й ветви рода, из смоленского шляхетства, лакей Высочайшего двора (1742), поручик (1748), премьер-майор (1763), участник взятия Хотина (1769), ранен при штурме Журжи, бригадир (1773), командир Нерчинских заводов (1777).

## Однофамильцы
- Аршеневский, Андрей Александрович , отставной подполковник, дворянин Волынской губернии (из дворян Смоленской губернии)[5].

Родился (1842), его жена Елизавета, у них родился сын Александр (08 апреля 1868). Семья переехала в Житомир (конец 1891).
Аршеневский, Андрей Александрович вместе со своим сыном Александром записанный во II часть родословной книги Волынской губернии (13 января 1892), а его родной брат Николай Алесандрович (17 августа 1905).
Аршеневский А. А. в селе Крошня Левковской волости Житомирского уезда владел землей в размере 983 десятин (1913), неподалёку от села Крошня им же было организовано село Андреевка (ныне Солнечное Житомирского района).